# Huelga general en España de 2010
La Huelga general en España de 2010 fue una huelga general convocada para el miércoles, 29 de septiembre de 2010, por las dos principales centrales sindicales españolas -Comisiones Obreras y Unión General de Trabajadores-, contra la reforma laboral de 2010, promovida por el gobierno socialista de José Luis Rodríguez Zapatero y aprobada en el Congreso de los Diputados el 9 de septiembre de 2010 entrando en vigor el 19 de septiembre de 2010, y contra la reforma del sistema público de pensiones anunciada por el Gobierno de España. A la convocatoria se unieron otros sindicatos (CGT, USO) organizaciones y asociaciones nacionales e internacionales (Attac). En los casos particulares de Navarra y el País Vasco los sindicatos LAB y ELA convocaron la huelga para el 29 de junio de 2010.

## Justificación sindical de la huelga

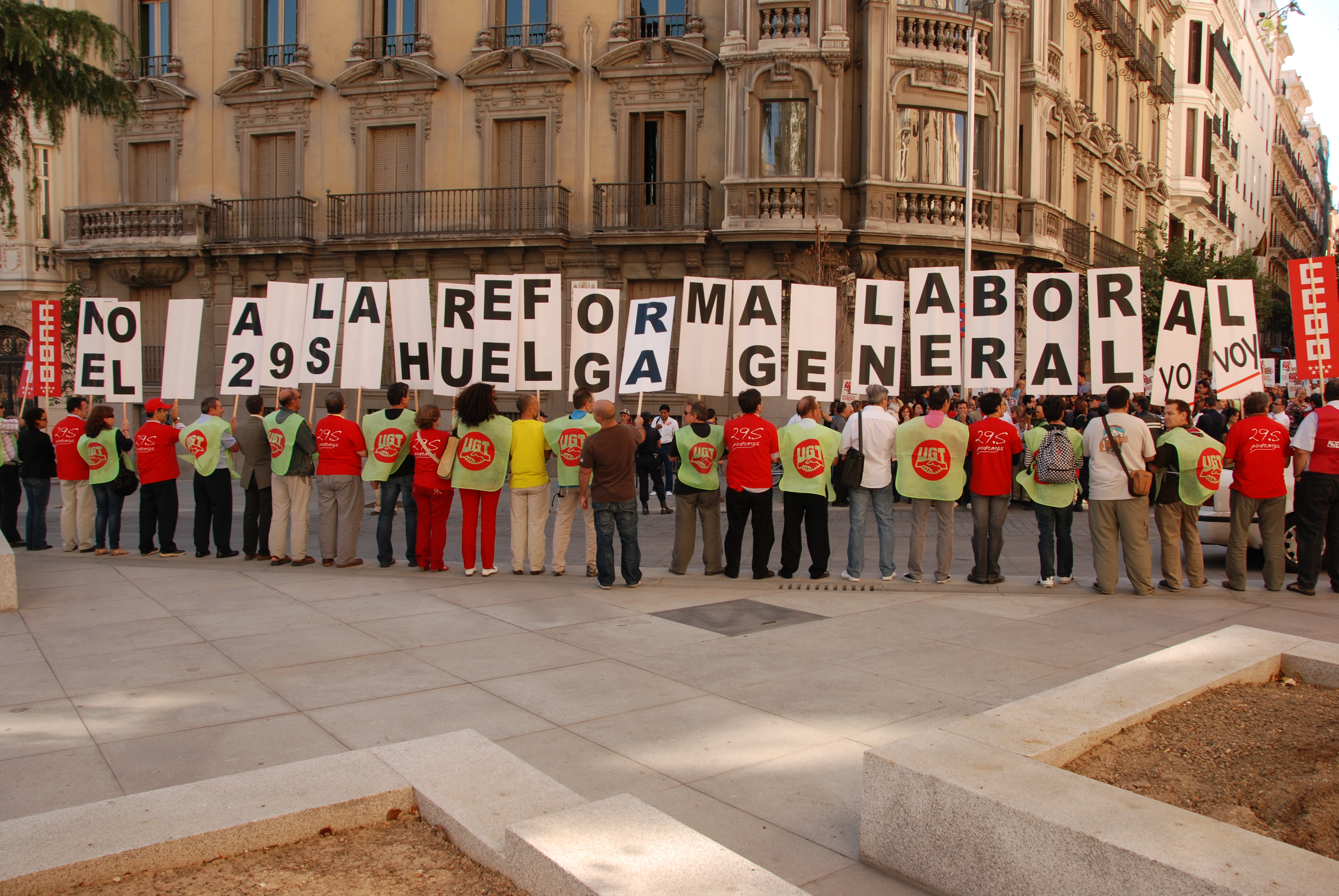
Sindicalistas en Madrid a principios de septiembre de 2010 defendiendo la convocatoria de huelga. Para los sindicatos convocantes de la huelga tanto las autoridades monetarias nacionales (Banco de España) como internacionales (Banco Central Europeo y F.M.I.) han practicado una política neoliberal que ha provocado una gran crisis. Son los responsables de la desregulación de los mercados financieros, primera causa de la crisis financiera de 2008, y de sus consecuencias internacionales -crisis económica de 2008-2010, burbuja inmobiliaria global- y nacionales -burbuja inmobiliaria en España, crisis inmobiliaria española de 2008- que han provocado brutales cifras de desempleo en España. La única terapia de choque propuesta ha sido la desregulación de los mercados laborales

Para los sindicatos convocantes los gobernantes españoles, los europeos, el Banco Central Europeo y el F.M.I. han promovido ajustes brutales como terapias de choque para salir de la crisis económica provocada por las políticas neoliberales y la desregulación de los mercados financieros cuyos costes no se hacen recaer en los responsables sino sobre las espaldas de los trabajadores y de los pensionistas y no sobre los responsables de la crisis.
Las reformas y la reducción de la inversión pública, para los sindicatos convocantes, frenará el crecimiento económico y la creación de empleo, y tendrá como principales víctimas a los trabajadores en paro.

### Crítica sindical a la reforma laboral aprobada
Para los sindicatos la reforma laboral solo aumenta la desregulación del mercado de trabajo (bajo el eufemismo de flexibilidad laboral) y no sirve para crear empleo, no reduce la dualidad del mercado laboral y aumenta la temporalidad, abarata el despido, porque se amplían las causas para hacerlo más fácil y reduce los derechos indemnizatorios de los trabajadores. Además refuerza el poder empresarial para modificar unilateralmente las condiciones de trabajo (jornada laboral, horario laboral, movilidad geográfica, funcional…), debilita la negociación colectiva, facilitando a las empresas la adopción de medidas de descuelgue salarial e inaplicación de compromisos adquiridos previamente en los convenios colectivos, privatiza la gestión del desempleo y amplía el campo de actuación de las Empresas de Trabajo Temporal a los sectores de riesgo y al empleo público.
Se da la circunstancia que un mes más tarde, uno de los sindicalistas que iban en la cabecera de la manifestación en Madrid, Valeriano Gómez, fue designado Ministro de Trabajo.

### Alternativas a las reformas: reivindicaciones sindicales
Para los sindicatos es necesaria una Europa más social en la que las negociaciones sociales dejen de estar sometidas a las fuerzas del mercado.
- Reducción del déficit público mediante el incremento de los ingresos y no mediante la reducción del gasto, y planificar el cumplimiento de los objetivos de déficit del Pacto de Estabilidad y Crecimiento de la Unión Europea en plazos compatibles con la reactivación económica y la creación de empleo.
- Aumento de ingresos del Estado mediante la recuperación de impuestos suprimidos, aplicación de la progresividad fiscal. Eliminación del fraude fiscal que duplica las tasas medias de la Unión Europea.
- La retirada de la reforma laboral que abarata el despido y empeora las condiciones de trabajo.
- Defensa de la negociación colectiva como marco de protección de las condiciones de trabajo, frente a los intentos de atribuir a las empresas la capacidad de incumplir los acuerdos alcanzados de forma unilateral.
- Defensa del sistema público de pensiones como eje del sistema de protección social.

## Reforma laboral en España en 2010
La huelga ha sido convocada contra la Reforma laboral en España en 2010 y la anunciada modificación del régimen de pensiones.
La reforma laboral aparece formulada en las leyes siguientes:
- Ley 35/2010, de 17 de septiembre, de medidas urgentes para la reforma del mercado de trabajo BOE.
- Real Decreto-Ley 10/2010, de 16 de junio, de medidas urgentes para la reforma del mercado de trabajo BOE

La reforma aprobada modifica diversas leyes, entre otras a la Ley General de Seguridad Social de 1994:
- Real Decreto Legislativo 1/1994, de 20 de junio, por el que se aprueba el Texto Refundido de la Ley General de la Seguridad Social.

### Objetivos de la reforma laboral
Según el preámbulo del R.D. 10/2010, la reforma tiene como objetivo esencial contribuir a la reducción del desempleo (ver desempleo en España) e incrementar la productividad de la economía española. Se dirige a corregir la dualidad de nuestro mercado de trabajo promoviendo la estabilidad en el empleo y a incrementar la flexibilidad interna de las empresas.
Objetivos concretos
- Reducir la dualidad de nuestro mercado laboral, impulsando la creación de empleo estable y de calidad, en línea con los requerimientos de un crecimiento más equilibrado y sostenible.
- Segundo, reforzar los instrumentos de flexibilidad interna en el desarrollo de las relaciones laborales y, en particular, las medidas de reducción temporal de jornada, como mecanismo que permita el mantenimiento del empleo durante las situaciones de crisis económica, reduciendo el recurso a las extinciones de contratos y ofreciendo mecanismos alternativos más sanos que la contratación temporal para favorecer la adaptabilidad de las empresas.
- Elevar las oportunidades de las personas desempleadas, con particular atención a los jóvenes, reordenando para ello la política de bonificaciones a la contratación indefinida para hacerla más eficiente, haciendo más atractivos para empresas y trabajadores los contratos formativos y mejorando los mecanismos de intermediación laboral.

## Desarrollo y valoración de la jornada de huelga

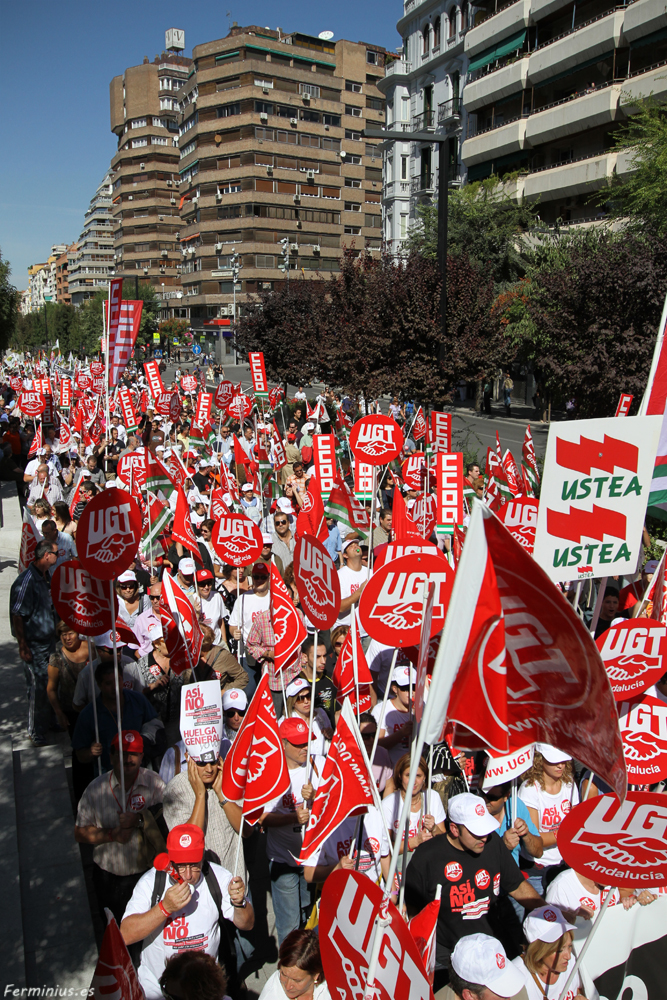
Manifestación con motivo de la huelga general en Granada

Los sindicatos CCOO y UGT calificaron la jornada de "éxito". A juicio del Gobierno, sin embargo, el paro tuvo una respuesta "desigual" y de "efecto moderado". Así, la huelga tuvo un seguimiento del 70% según UGT y CC.OO. El Gobierno, que no quiso entrar en una guerra de cifras, sólo dijo que en la Administración del Estado paró el 7,52% del personal. En la manifestación celebrada en Madrid al final de la jornada, 500.000 trabajadores, según los sindicatos, y unos 40.000, según la Policía, recorrieron las calles. El sistema Lynce de la agencia EFE contabilizó 17.228 asistentes a la manifestación de Madrid. El consumo de energía eléctrica, usado habitualmente para conocer el impacto de las huelgas, bajó un 16% en las doce primeras horas del día respecto a la previsión para la jornada. En la huelga general de 2002 contra el gobierno de José María Aznar, la demanda energética cayó un 19,8%, también en las primeras doce horas.
Para Mariano Rajoy, líder del partido de la oposición (PP) la huelga general fue un fracaso del gobierno y los sindicatos. Para los empresarios la huelga no ha existido ni ha pasado nada.

### Desarrollo por actividad y sector
La valoración y las cifras de seguimiento fueron dispares tanto por sectores como por zonas geográficas. El seguimiento fue alto en zonas industriales, siderúrgicas, astilleros, polígonos industriales y fábricas. Fue menor en las ciudades. En los sectores de la sanidad, la educación y el pequeño comercio el seguimiento fue escaso. En Cataluña se produjo la más alta participación, tanto en cifras sindicales, 80%, como de la patronal, del 16,5% al 65%, y de caída del consumo eléctrico, 22% -frente al 24% de la huelga general de 2002-. En el País Vasco hubo convocatoria de huelga por parte de CCOO y UGT sin los sindicatos nacionalistas (otra fue convocada por LAB y ELA tres meses antes, el 29 de junio y apoyada por CCOO). Los sindicatos cifran el seguimiento en cifras superiores a un 70%, dependiendo de las comunidades autónomas de media, la patronal en cifras que van del 7 al 15%. La caída global del consumo eléctrico fue del 14%, en la huelga de 2002, contra el gobierno de José María Aznar, fue del 20%.

### Valoración en los medios de comunicación
Por los medios de comunicación, los diarios El País, La Vanguardia o El Periódico de Catalunya calificaron el resultado de discreto éxito para los sindicatos, señalando que si la intención sindical era parar el país, los sindicatos no lo consiguieron. Los diarios ABC, La Razón, El Mundo y El Economista, entre otros, calificaron la huelga de fracaso para los sindicatos porque no tenía sentido, "estaba dirigida contra la oposición y en defensa de los derechos sindicales", el país estuvo funcionando sin pararse a pesar de la huelga, no fue generalizada, siendo especialmente críticos con los piquetes, y negando ABC a los sindicatos "legitimidad para liderar una protesta general". Todos los medios, en general, destacaron que los disturbios causados en Barcelona por los antisistema fue una manera de aprovecharse de una legítima convocatoria de huelga.

## Críticas, apoyos y valoraciones sobre la huelga general del 29-S
Partido Popular

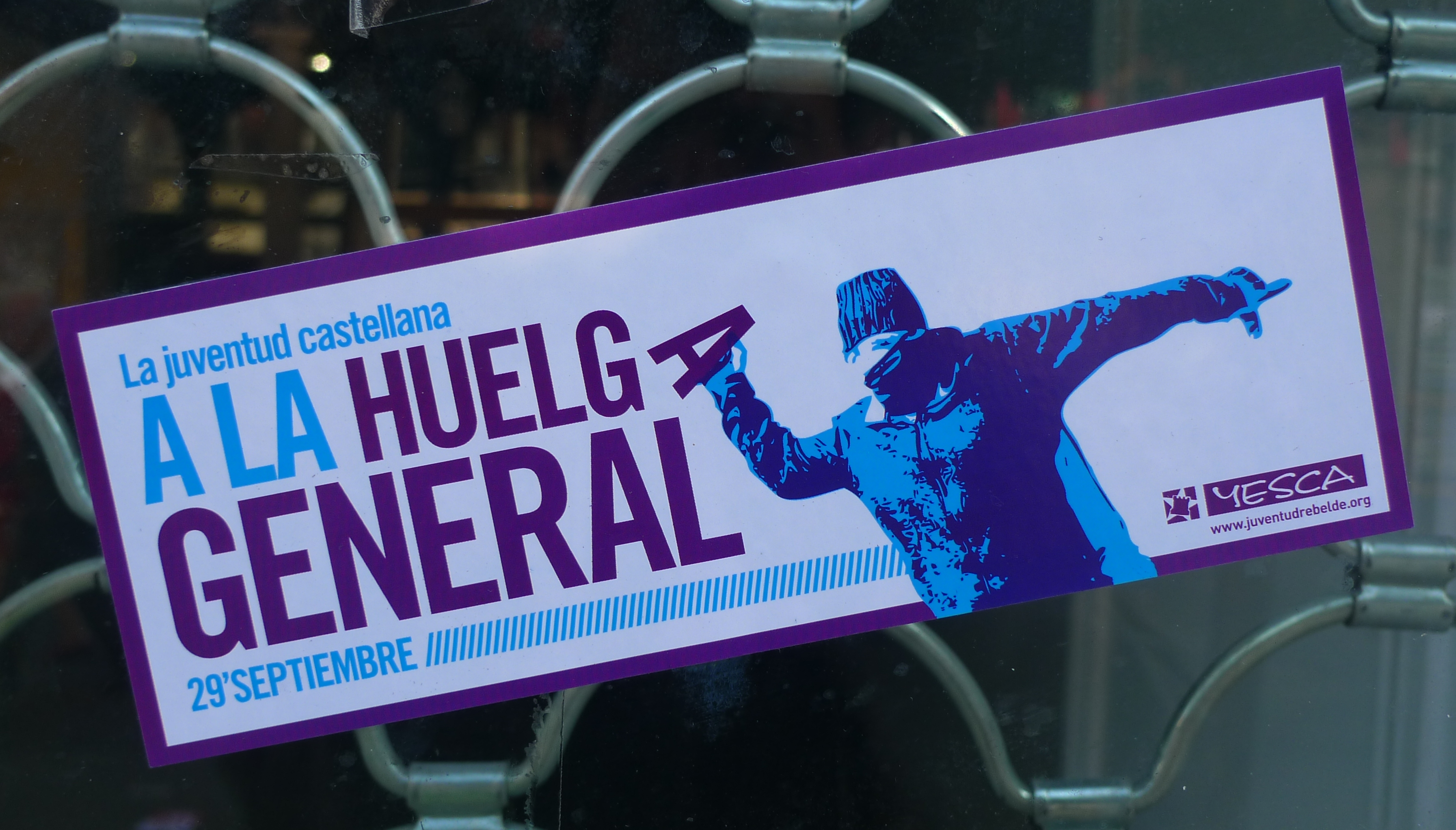
Pegatina en un escaparate con la persiana bajada alentando a la huelga general del 29-S

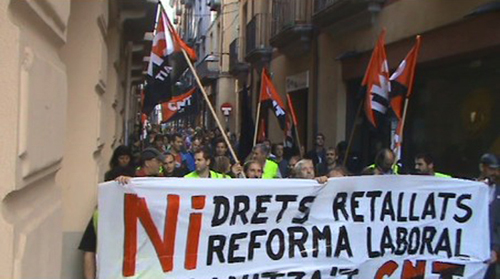
Manifestación del sindicato CNT con motivo de la huelga general

Para el Partido Popular, principal partido de la oposición, y en palabras de Mariano Rajoy, la huelga general es "lamentable". Su partido se opone a la huelga -los empresarios ya tienen bastantes problemas- y también a la reforma laboral del Ejecutivo por considerarla la reforma del "despido".
Empresarios
Los representantes de las asociaciones empresariales están en contra de la huelga ya que consideran que solamente empeorará la situación económica. Para el sector empresarial la huelga es política ya que va en contra de decisiones tomadas en el Parlamento.
Inspectores de trabajo
Inspectores de trabajo aseguran que la reforma laboral no va a fomentar la contratación indefinida, ni atajará la temporalidad ni creará empleo.
País Vasco y Navarra
En estas dos comunidades la huelga tuvo lugar el 29 de junio convocada por LAB y ELA, siendo apoyada -sólo en el País Vasco- por, entre otros, CCOO.

## Huelgas generales en Europa
A causa de la crisis financiera y la crisis económica de 2002-2010, se han producido recortes, dirigidos fundamentalmente contra los trabajadores; la respuesta sindical han sido manifestaciones y huelgas: antes del 29-S (en Grecia y Francia), el mismo 29-S (manifestación en Bruselas y huelga general en España), y después (en Francia). Para algunos autores, como Michael Hudson, las manifestaciones y las huelgas obreras europeas no son meras reacciones ante el desempleo y la recesión económica sino respuestas ante las drásticas propuestas neoliberales -promovidas por el Banco Central Europeo, la Comisión Europea y el FMI- de modificación de las leyes y la estructura de funcionamiento de la sociedad europea que afectarán a las próximas generaciones. Para este autor estas propuestas neoliberales pueden calificarse de golpe de Estado financiero.